# Ernst-August Köstring
Ernst-August Köstring, född 20 juni 1876 i Guvernementet Tula, död 20 november 1953 i Bichlhof i Unterwössen, var en tysk militär och diplomat. Han blev general av kavalleriet den 1 oktober 1940.

## Biografi
Köstring tog som frivillig värvning i den tyska kejserliga armén den 1 oktober 1895 och placerades vid 1. pommerska ulanregementet i Thorn. Efter en tid befordrades han till underofficer och den 1 oktober 1896 gick han över till reserven. Köstring befordrades till löjtnant i reserven den 25 november 1898, återgick till aktiv tjänst den 1 juli 1901 och placerades då vid 5. västpreussiska kyrassiärregementet. 1912 genomgick han officersutbildning vid kavalleriskolan i Paderborn, utnämndes den 18 december 1913 till ryttmästare och vid första världskrigets utbrott placerades han vid generalstaben. Köstring sårades allvarligt under hösten 1916, men i december 1917 anställdes han vid tyska militärmissionen i Turkiet och efter krigsslutet övergick han till Reichsheer. 1922 befordrades Köstring till major vid Reichswehrministerium, placerades den 1 oktober 1922 vid staben vid 16. ryttarregementet i Erfurt, återgick till Reichswehrministerium i Berlin i början av 1925 och utnämndes där till stabsadjutant. Den 1 mars 1927 blev Köstring befälhavare för 10. preussiska ryttarregementet i Züllichau, en tjänst han innehade fram till den 1 augusti 1930. Han befordrades till överstelöjtnant den 1 maj 1927.
Den 1 februari 1933 placerades Köstring vid staben vid Gruppenkommando 1 i Berlin och utnämndes kort därpå till militärattaché i Moskva, en tjänst han innehade fram till sitt avsked den 1 mars. Han återgick i aktiv tjänst den 1 augusti 1935 och utnämndes samma dag till generalmajor. På hösten 1935 blev han åter militärattaché i Moskva och innehade tjänsten fram till sin befordran till generallöjtnant den 1 augusti 1937. Den 1 oktober 1940 utnämndes Köstring till general av kavalleriet och när fälttåget mot Sovjetunionen genomfördes 1941 tjänstgjorde Köstring i Führerreserven. Den 1 september 1942 tjänstgjorde Köstring inom armégrupp A, återgick i Führerreserven på våren 1943 och blev den 1 januari 1944 general för frivilligförbanden inom Oberkommando des Heeres (OKH). Köstring tillfångatogs av de allierade i maj 1945 och frigavs 1947.